# Casa Senyorial de Jašiūnai
La Casa Senyorial de Jašiūnai és un edifici senyorial d'estil neoclàssic situat a Jašiūnai, districte Šalčininkai (Comtat de Vílnius) de Lituània, a la vora del riu Miarkís.
El palau, va ser dissenyat per l'arquitecte Karol Podczaszyński, encarregat pel rector Jan Śniadecki de la Universitat de Vílnius, i construït entre 1824-1828, juntament amb els edificis annexos i un gran parc senyorial.
La mansió havia estat un centre cultural al segle xix. Durant un temps, va ser residència de Juliusz Słowacki, i havia estat freqüentat per Adam Mickiewicz i Tomasz Zan.
Ha conservat el seu singular d'estil de finals del neoclàssic, amb característiques d'uns certs trets d'estil imperi i del romanticisme. La mansió està inclosa a la llista del patrimoni cultural de Lituània.